# Islamska zajednica Bošnjaka u Francuskoj
Islamska zajednica Bošnjaka u Francuskoj (IZBF) je vjerska organizacija Bošnjaka muslimana na području Francuske. 
Najviši predstavnik Islamske zajednice Bošnjaka u Francuskoj je glavni imam. Islamska zajednica Bošnjaka u Francuskoj je do danas u okviru Islamske zajednice u Bosni i Hercegovini na nivou medžlisa. Kao takva, sastavni je dio Mešihata Islamske zajednice Bošnjaka u Zapadnoj Europi, zbog čega je reis-ul-ulema vrhovni poglavar Bošnjaka muslimana i u Francuskoj.
Sjedište Islamske zajednice Bošnjaka u Francuskoj nalazi se u Strasbourgu.

## Organizacija
Islamska zajednica Bošnjaka u Francuskoj je osnovana 28. veljače 2007. godine. U njenom sastavu se danas nalaze devet registrirana džemata. Rad i aktivnosti usklađeni su s važećim zakonima Francuske i pravnim aktima Islamske zajednice u Bosni i Hercegovini.

## Vanjske poveznice
- Islamska zajednica Bošnjaka u Francuskoj  Arhivirana inačica izvorne stranice od 29. rujna 2021. (Wayback Machine)